# Дефилиппис Новоа, Франсиско
Франсиско Дефилиппис Новоа (исп. Francisco Defilippis Novoa; (21 февраля 1890, Парана, Энтре-Риос — 27 декабря 1929, Буэнос-Айрес) — аргентинский драматург, прозаик, кинопродюсер и искусствовед . Считается одним из самых видных аргентинских драматургов-авангардистов 1920-х годов.

## Биография
Начинал, как сельский учитель и журналист, затем посвятил себя драматургии.
Автор психологических драм, острых комедий и сатирических гротесков. Дебютировал в 1913 году первой пьесой «Субботний день». В театре «Буэнос-Айрес» поставили пьесы «Матушка» (1920), «Акула» (1922), «Самаритянка» (1923), «Твоя и моя честь» (1925), «Пути мира» (1925).
Прошёл этапы костюмирования, неоромантизма, авангарда и гротеска. Известен также как театральный режиссёр
.
Герои многих пьес Ф. Дефилипписа Новоа проповедуют непротивление злу насилием, в любви к человеку они видят средство исправления пороков. Драматургия Ф. Дефилипписа Новоа утверждает смирение, жертвенность, очищение путём страданий. Однако драматург верил в будущее, в новое молодое поколение: драма «Мне было двадцать лет» (1926) прославляет любовь, молодость, жажду жизни. Пьеса «Я видел бога» (1930) бичует ханжество, призывает к духовному освобождению человека, комедия «Депутат от нашего села» (1918) разоблачает фальшь буржуазной демократии.
Изучая опыт европейского театрального искусства, Ф. Дефилипписа Новоа стремится реформировать национальный театр.

## Избранные произведения
- Los caminos del mundo. 1925.
- El conquistador de lo imprevisto. 1919.
- Despértate, Cipriano. 1929.
- El día sábado.
- Ida y vuelta. 1941.
- La loba. 1920.
- María la tonta.
- Nosotros dos. 1930.
- Sombras en la pared. 1931.
- Tu honra y la mía. 1925.
- Tú, yo y el mundo después. 1929.
- Una vida. 1921.
- He visto a Dios.